# 玛丽亚·贝罗
玛丽亚·埃莱娜·贝罗（英語：Maria Elena Bello，1967年4月18日—）是一位美国女演员和作家。曾参与过《暴力效應》（2005年）， 《感谢你抽烟》（2006）等电影的演出。电视方面，她曾在NBC剧集《仁心仁術》中扮演Anna Del Amico医生（1997年–1998年），2013年与基夫·修打蘭合作了Fox电视剧《触摸未来》。

## 早期生活
贝罗出生于宾夕法尼亚州諾里斯敦。她的父亲是意大利裔美国人，来自意大利蒙泰拉，母亲是波兰裔美国人。她成长于一个工薪阶层的罗马天主教家庭，毕业于约翰·卡罗尔大主教高中。
后来，她在维拉诺瓦大学主修政治学。这时开始上表演课，毕业后，她参与一些纽约的戏剧作品表演来磨练演技。

## 个人生活
2013年11月，贝罗和Clare Munn开始同性伴侣关系。贝罗与前男友Dan McDermott有1个儿子。